# Culumana excava
Culumana excava är en insektsart som beskrevs av Delong och Freytag 1972. Culumana excava ingår i släktet Culumana och familjen dvärgstritar. Inga underarter finns listade i Catalogue of Life.